# جان اچ. لارنس
جان اچ. لارنس (انگلیسی: John H. Lawrence; ۷ ژانویهٔ ۱۹۰۴ – ۷ سپتامبر ۱۹۹۱) دانشمند اهل ایالات متحده آمریکا بود که به خاطر پیشگامی در زمینه پزشکی هسته‌ای مشهور است.
وی همچنین برندهٔ جوایزی همچون کمک‌هزینه گوگنهایم و جایزه انریکو فرمی شده‌است.